# Psychotria florentina
Psychotria florentina är en måreväxtart som först beskrevs av Paul Carpenter Standley och Julian Alfred Steyermark, och fick sitt nu gällande namn av Ined.. Psychotria florentina ingår i släktet Psychotria och familjen måreväxter. Inga underarter finns listade i Catalogue of Life.